# Lásky jedné plavovlásky
Lásky jedné plavovlásky je český černobílý film režiséra Miloše Formana z roku 1965.
Film byl nominován na Oscara za nejlepší cizojazyčný film a Zlatý glóbus za nejlepší cizojazyčný film. Britský filmový časopis Empire ho v roce 2010 zařadil mezi 100 nejlepších cizojazyčných filmů.

## Děj
Hlavní hrdinkou filmu je mladá dělnice z malého města (Hana Brejchová), která hledá pravou lásku. Jednou ji na místní zábavě zaujal mladý muzikant (Vladimír Pucholt), se kterým ještě téže noci skončila v posteli. Později za ním přijela do Prahy a ubytovala se u jeho překvapených rodičů. Její milý o ni však už nejevil zájem. Příběh se odehrává ve městě Zruč nad Sázavou.

## Obsazení
| Hana Brejchová      | Andula          |
| Vladimír Pucholt    | Milda           |
| Vladimír Menšík     | Vacovský        |
| Ivan Kheil          | Maňas           |
| Jiří Hrubý          | Burda           |
| Milada Ježková      | matka           |
| Josef Šebánek       | otec            |
| Marie Salačová      | Marie           |
| Jana Nováková       | Jana            |
| Jana Crkalová       | Jaruška         |
| Zdena Lorencová     | Zdena           |
| Táňa Zelinková      | dívka s kytarou |
| Jan Vostrčil        | plukovník       |
| Josef Kolb          | Pokorný         |
| Antonín Blažejovský | Tonda           |
| M. Zedníčková       | vychovatelka    |